# Froggattisca gemma
Froggattisca gemma is een insect uit de familie van de mierenleeuwen (Myrmeleontidae), die tot de orde netvleugeligen (Neuroptera) behoort. 
Froggattisca gemma is voor het eerst wetenschappelijk beschreven door New in 1985.